# Vérsüllyedés

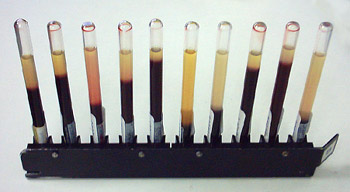
A vérsüllyedés vizsgálata

A vérsüllyedés (angolul: erythrocyte sedimentation rate, ESR) vizsgálata egyike a legrégibb orvosi laboratóriumi vizsgálatoknak. Lényege az, hogy véralvadásgátlóval megfelelő arányban levett vért megfelelő módon szabványosított üvegcsövekbe szívják, majd a csöveket ehhez megfelelő állványzatra helyezve mérik a vörösvértestek időegység alatti süllyedési sebességét.
A fokozott süllyedési sebesség lényegében a vérplazma fehérje-összetételének kóros elváltozására utal. Ez általános jelenség terhesség és krónikus gyulladások, valamint daganatok esetében. A vérplazma fehérje-összetételét megváltoztató egyéb állapotok is kiválthatják. Lényegében csak arra utal, hogy a szervezetben bizonyos kóros folyamat nagy valószínűséggel jelen van, de annak természetéről és súlyosságáról nem ad pontosabb információt.